# Мулові черепахи (підродина)
Мулові черепахи (Kinosterninae) — підродина черепах з родини Мулові черепахи родини Прихованошийні черепахи. Має 2 роди та 22 види.

## Опис
Загальна довжина панцира представників цієї підродини коливається від 10 до 40 см. Голова досить велика. Карапакс у них округлий, зі слабо вираженим кілем. На лапах помітні розвинені перетинки.

## Спосіб життя
Полюбляють прісні водойми, заходять у мілководні морські затоки. Мешкають серед мулу. Харчуються головним чином рибою і безхребетними, деякі також падлом.
Самиці відкладають на суші, звичайно в ямку, від до 10 яєць.

## Розповсюдження
Поширені від південно—східної частині Канади до північної частини Чилі.

## Роди
- Рід Kinosternon
- Рід Sternotherus